# قائمة الزلازل عام 2023
هذه قائمة الزلازل في عام 2023. يتم تضمين الزلازل التي تبلغ قوتها 6 أو أعلى فقط، ما لم تسفر عن أضرارو / أو إصابات كبيرة. جميع التواريخ والأوقات المدرجة أدناه هي بالتوقيت العالمي المنسق, تعتمد الشدة القصوى على مقياس ميركالي المعدل. تعتمد مقادير الزلازل على بيانات من هيئة المسح الجيولوجي الأمريكية.

## مقارنة بسنوات أخرى
| الشدة     | 2013   | 2014   | 2015  | 2016  | 2017  | 2018   | 2019  | 2020   | 2021   | 2022   | 2023 |
| --------- | ------ | ------ | ----- | ----- | ----- | ------ | ----- | ------ | ------ | ------ | ---- |
| 8.0-9.9   | 2      | 1      | 1     | 0     | 1     | 1      | 1     | 0      | 3      | 0      | 0    |
| 7.0-7.9   | 17     | 11     | 18    | 16    | 6     | 16     | 9     | 9      | 16     | 11     | 3    |
| 6.0 - 6.9 | 123    | 143    | 127   | 131   | 104   | 118    | 135   | 111    | 141    | 117    | 9    |
| 5.0–5.9   | 1460   | 1،580  | 1،413 | 1،550 | 1،447 | 1،671  | 1،484 | 1،315  | 2،046  | 1،603  | 132  |
| 4.0–4.9   | 11،877 | 15،817 | 13777 | 13700 | 10544 | 12.782 | 11897 | 12135  | 14،643 | 13707  | 867  |
| المجموع   | 13،480 | 17552  | 15336 | 15397 | 12102 | 14.589 | 13530 | 13،572 | 16،849 | 15،438 | 1008 |

## حسب عدد القتلى
تتضمن القائمة التالية الزلازل التي لا يقل عدد القتلى فيها عن 10 أشخاص.
| الترتيب | عدد الوفيات | قوة الزلزال | الموقع                  | مقياس ميركالي المعدل | العمق (كم) | التاريخ   | الحدث                  |
| ------- | ----------- | ----------- | ----------------------- | -------------------- | ---------- | --------- | ---------------------- |
| 1       | 59,259      | 7.8         | تركيا، محافظة مرعش      | XII (شديد)           | 10.0       | 6 فبراير  | زلزال قهرمان مرعش 2023 |
| 2       | 59,259      | 7.5         | تركيا، محافظة مرعش      | X (شديد)             | 10.0       | 6 فبراير  | زلزال قهرمان مرعش 2023 |
| 3       | 21          | 6.5         | أفغانستان، ولاية بدخشان | V (متوسط)            | 187.6      | 21 مارس   | زلزال بدخشان 2023      |
| 4       | 18          | 6.8         | إكوادور، مقاطعة غاياس   | VII (قوي جداً)        | 65.8       | 18 مارس   | زلزال غواياس 2023      |
| 5       | 50132       | 6.3         | تركيا، هاتاي (محافظة)   | IX (عنيف)            | 16.0       | 20 فبراير | زلزال قهرمان مرعش 2023 |
| 6       | 2497        | 7           | المغرب، إقليم الحوز     | -                    | 10.7       | 9 سبتمبر  | زلزال مراكش آسفي 2023  |

## من حيث الحجم
تظهر القائمة الزلازل بدءاً من 7 درجات على مقياس ريختر
| رتبة | الشدة | عدد القتلى | موقع                   | مقياس ميركالي المعدل | العمق (كم) | تاريخ    | حدث                   |
| ---- | ----- | ---------- | ---------------------- | -------------------- | ---------- | -------- | --------------------- |
| 1    | 7.8   | 51000      | تركيا، غازي عنتاب      | التاسع ( عنيف )      | 17.9       | 6 فبراير | زلزال غازي عنتاب 2023 |
| 2    | 7.6   | 0          | إندونيسيا، مالوكو      | السادس ( قوي )       | 105.2      | 9 يناير  | زلزال 2023 مالوكو     |
| 3    | 7.0   | 0          | فانواتو، سانما         | السابع ( قوي جدا )   | 29.0       | 8 يناير  | -                     |
| 3    | 7.0   | 0          | إندونيسيا، شمال مالوكو | الخامس ( معتدل )     | 28.6       | 18 يناير | -                     |

## شهريا

### يناير
| التاريخ | الدولة والمنطقة                                                                        | على مقياس ريختر | العمق | مقياس ميركالي المعدل | ملاحظات | الضحايا | الضحايا  |
| التاريخ | الدولة والمنطقة                                                                        | على مقياس ريختر | العمق | مقياس ميركالي المعدل | ملاحظات | القتلى  | المُصابين |
| ------- | -------------------------------------------------------------------------------------- | --------------- | ----- | -------------------- | --- | ------- | -------- |
| 1       | إندونيسيا, بابوا (إندونيسيا)، في ضواحي جايابورا، 10 كم شرق المدينة.                    | 5.5             | 14.8  | VI                   | انهيار حائط مشفىً، وتضرر مركز تجاري وانهيار جزئي لفندق وتضرر آخر في جايابورا. | -       | -        |
| 1       | الولايات المتحدة الأمريكية, كاليفورنيا, 15 كـم (9.3 ميل) جنوب شرق ريو ديل (كاليفورنيا) | 5.4             | 30.6  | VII                  | بعد الهزة الارتدادية لزلزال فيرندال عام 2022. تسببت بتكسر النوافز وتصدعات في الأبنية وأبلغ عن انقطاع الطاقة في مقاطعة هومبولت في كاليفورنيا. تعرضت بعض المنازل لأضرار بالغة بعد اهتزاز أساستها. | -       | -        |
| 3       | نيوزيلندا, إقليم وايكاتو, 20 كـم (12 ميل) north northwest of مطماطة (نيوزيلندا)        | 5.0             | 10.0  | VI                   | أُبلغ عن تضرر أكثر من 100 منزل، وتشققات عميقة في حقل في تي أروها. وهو أكبر زلزال في المنطقة منذ حدث بقوة 5.1 درجة في عام 1972. | -       | -        |
| 4       | اليونان, وسط اليونان (إقليم) offshore, 13 كـم (8.1 ميل) east of مانتوديون (إففويا)     | 4.4             | 9.9   | VI                   | انهيار منزل وتضرر العديد من المنازل الأخرى في قرية كونتوديسبوتي. | -       | -        |
| 5       | أفغانستان, ولاية بدخشان, 45 كـم (28 ميل) south of Jurm                                 | 6.0             | 205.3 | IV                   | - | -       | -        |
| 8       | فانواتو, محافظة سانما offshore, 23 كـم (14 ميل) west northwest of Port Olry            | 7.0             | 27.7  | VII                  | Dozens of houses collapsed and some others were damaged in Hog Harbour. Items being knocked off shelves were also reported. | -       | -        |
| 9       | إندونيسيا, مالوكو (إندونيسيا) offshore, 339 km west southwest of Tual                  | 7.6             | 105.1 | VI                   | After the زلزال جزر الملوك 2023, at least 523 houses were damaged in Tanimbar Islands Regency, 49 of them seriously, while in the Southwest Maluku Regency, 166 houses were damaged or destroyed. Eleven people were injured. A tsunami triggered by the earthquake reached 9 سـم (0.30 قدم) in Seira, جزر تانيمبار. | -       | 11       |
| 10      | تركيا, جنق قلعة (محافظة) offshore, 6 كـم (3.7 ميل) southwest of Behram                 | 4.9             | 10.0  | III                  | At least 171 structures, including four schools, two hotels and 145 houses were damaged in لسبوس in neighbouring اليونان, over 90 of them severely. | -       | -        |
| 14      | Peru, إقليم أياكوتشو, 15 كـم (9.3 ميل) west northwest of Pomabamba                     | 4.4             | 10.0  | V                    | At least 11 houses were damaged in Chuschi District, some of them severely. Thirty-three people were left homeless. | -       | -        |
| 15      | Philippines, Eastern Visayas offshore, 10 كـم (6.2 ميل) southeast of Bunga             | 4.8             | 10.0  | V                    | Thirteen houses collapsed, and 352 buildings, some churches and roads were damaged. Fifteen people were injured. | -       | 15       |
| 15      | Albania, مقاطعة تيرانا, 9 كـم (5.6 ميل) southwest of Klos                              | 4.9             | 16.0  | IV                   | At least 180 buildings were reported to have been damaged in تيرانا. | -       | -        |
| 15      | إندونيسيا, آتشيه offshore, 40 كـم (25 ميل) southeast of Singkil                        | 6.2             | 37.0  | VI                   | - | -       | -        |
| 15      | El Salvador, إدارة أهواشابان, 9 كـم (5.6 ميل) northwest of Atiquizaya                  | 5.2             | 10.0  | VII                  | It is the largest in a swarm of more than 219 tremors affecting the area in one day. More than 1,100 houses were damaged of which 58 collapsed. Twenty landslides also occurred, and four people were injured. In neighboring غواتيمالا, at least 216 houses were damaged, 55 of them severely. | -       | 4        |
| 16      | Japan, جزر بونين offshore                                                              | 6.3             | 405.0 | III                  | - | -       | -        |
| 17      | Iran, مازندران (محافظة), 14 كـم (8.7 ميل) south of جويبار                              | 4.5             | 10.0  | IV                   | Three people were injured and four buildings received damage in ساري and in Juybar. | -       | 3        |
| 18      | إندونيسيا, غورونتالو offshore, 61 كـم (38 ميل) south southeast of غورونتالو (مدينة)    | 6.0             | 152.5 | IV                   | In Bone Bolango Regency, the ceiling of a مسجد partially collapsed. | -       | -        |
| 18      | إندونيسيا, مالوكو الشمالية offshore, 153 كـم (95 ميل) northwest of توبيلو              | 7.0             | 28.6  | V                    | Two houses collapsed in جزيرة موروتاي. Eighteen homes were damaged and tidal flooding occurred in North Halmahera Regency. | -       | -        |
| 18      | Iran, أذربيجان الغربية (محافظة), 12 كـم (7.5 ميل) south of خوي                         | 5.7             | 17.0  | VII                  | Part of the 2022–23 West Azerbaijan earthquakes; the earthquake injured at least 252 people, destroyed 370 houses, and damaged over 3,600 others in 15 villages near the epicentre and in Khoy. | -       | 252      |
| 20      | France, غوادلوب offshore, 40 كـم (25 ميل) west southwest of بوانت-نوار (غوادلوب)       | 6.2             | 166.4 | IV                   | - | -       | -        |
| 20      | Argentina, محافظة سانتياغو ديل استيرو, 24 كـم (15 ميل) southwest of Campo Gallo        | 6.8             | 610.7 | III                  | - | -       | -        |
| 23      | إندونيسيا, جاوة الغربية, 17 كـم (11 ميل) northeast of سوكابومي                         | 4.4             | 10.0  | IV                   | هزة ارتدادية of the زلزال جاوة الغربية 2022. Ten people, including a 7-year-old child were injured and ten houses were damaged in تشيانجور. | -       | 10       |
| 24      | Nepal, Sudurpashchim, 62 كـم (39 ميل) northwest of Jumla                               | 5.6             | 25.0  | V                    | In نيبال, one person was killed by rockfalls and four others were injured. More than sixty houses collapsed and over 400 others, as well as several hotels, schools, hospitals and a temple were damaged in مقاطعة باجورا and مقاطعة بايهانغ districts. Over forty ماشية were also killed. In neighbouring الهند, in the city of لكهنؤ, the earthquake damaged a residential building that later collapsed, killing three and injuring 11 others. | 4       | 15       |
| 24      | Argentina, محافظة سانتياغو ديل استيرو, 38 كـم (24 ميل) southwest of Campo Gallo        | 6.4             | 601.0 | II                   | Aftershock of the 6.8 earthquake four days prior. | -       | -        |
| 25      | China, سيتشوان, 27 كـم (17 ميل) south southeast of Kangding                            | 5.5             | 10.0  | VI                   | هزة ارتدادية of the زلزال لودينغ 2022. Some houses previously affected by the September event were badly damaged, and landslides blocked roads in Luding County. | -       | -        |
| 26      | نيوزيلندا, جزر كرماديك offshore                                                        | 6.0             | 135.7 | IV                   | - | -       | -        |
| 27      | إندونيسيا, جاوة الغربية, 25 كـم (16 ميل) south of باندونغ                              | 4.2             | 10.0  | -                    | At least 49 houses were affected, and some collapsed in منطقة وصاية باندونغ. | -       | -        |
| 28      | Iran, أذربيجان الغربية (محافظة), 14 كـم (8.7 ميل) southwest of خوي                     | 5.9             | 10.0  | VII                  | The strongest of the 2022–23 West Azerbaijan earthquakes; at least 370 additional houses collapsed, while over 16,500 buildings, including a hospital, were damaged in خوي, and انقطاع الطاقة occurred. Three people died and 1,750 others were injured. | 3       | 1,750    |
| 30      | Costa Rica, بونتاريناس (محافظة), 9 كـم (5.6 ميل) east southeast of Jacó                | 4.5             | 36.8  | IV                   | This earthquake triggered a landslide which destroyed five houses and caused damage to three others near Jacó. | -       | -        |

### شهر فبراير
| تاريخ | البلد والموقع                                                   | م   | العمق (كم) | مقياس ميركالي المعدل | ملحوظات | اصابات | اصابات |
| تاريخ | البلد والموقع                                                   | م   | العمق (كم) | مقياس ميركالي المعدل | ملحوظات | ميت    | مصاب   |
| ----- | --------------------------------------------------------------- | --- | ---------- | -------------------- | --- | ------ | ------ |
| 1     | الفلبين، دافاو، 2 كـم (1.2 ميل) شمال غرب مونكايو، دافاو دي أورو | 6.0 | 19.0       | سابعا                | أصيب 16 شخصًا، وانهارت ثمانية منازل، بينما تضرر 543 منزلًا و203 مبانٍ أخرى، بما في ذلك 38 مدرسة، وسوبر ماركت ومستشفى في مونتيفيستا ونيو باتان ونابونتوران. كما تم الإبلاغ عن انهيارات أرضية. | -      | 16     |
| 1     | إندونيسيا، جاوة الغربية، 22 كـم (14 ميل) شرق جنوب شرق بنجر      | 4.4 | 10.0       | ثالثا                | وأصيب شخص بجروح وتضرر ما لا يقل عن 495 منزلا وثماني مدارس في منطقة وصاية قاروت، بعضها خطيرة.                                                                                              | -      | 1      |
| 4     | إيران، كرمانشاه، 19 كـم (12 ميل) جنوب غرب سربل ذهاب             | 4.7 | 10.0       | الخامس               | أصيب أربعة أشخاص أثناء فرارهم في حالة ذعر في قصر شيرين. | -      | 4      |
| 6     | تركيا، غازي عنتاب 26 كـم (16 ميل) شرق نورداجي                   | 7.8 | 17.9       | تاسعا                | زلزال غازي عنتاب 2023 | 5000   | 30000  |
| 6     | تركيا، غازي عنتاب، 19 كـم (12 ميل) غرب شمال غرب غازي عنتاب      | 6.7 | 12.2       | ثامنا                | الهزة الارتدادية لزلزال غازي عنتاب 2023 قبل أقل من 30 دقيقة |        | -      |